# Корриентес (провинция)
Коррие́нтес (исп. Provincia de Corrientes, гуар. Taragui Tetãmini — «течения» или «пороги») — одна из провинций на северо-востоке Аргентины, в Аргентинской Месопотамии. Она граничит с (начиная с севера, по часовой стрелке): Парагваем, провинцией Мисьонес, Бразилией, Уругваем, а также провинциями Энтре-Риос, Санта-Фе и Чако.

## География и климат
Как и для всей субтропической области Аргентинской Месопотамии, для провинции характерны проливные дожди и высокая температура с небольшими ежедневными и сезонными изменениями, особенно на севере, но без засушливого сезона. В южной части провинции заметны некоторые признаки более умеренного климата соседних Пампасов.
Корриентес окружена двумя реками: рекой Уругвай на востоке, и рекой Парана на северо-западе, которые образуют контур провинции. Из-за низменности берегов Параны здесь часто бывают наводнения. После особенно разрушительного наводнения 1982 года было начато строительство барьеров защитной системы. По реке Гвайкираро граничит с провинцией Энтре-Риос.
Провинция — большей частью равнина, с наивысшей точкой на востоке. Эстуарий Ибера́ — область лагун и болот, обширная впадина от вулканического потока, покрытая речными и эоловыми отложениями.

## История
До прибытия испанских завоевателей на бо́льшей части территории провинции проживали гуарани. Город Корриентес был основан 3 апреля 1588 года Хуаном Торрес-де-Вера-и-Арагон как перевалочный пункт между Асунсьоном и Буэнос-Айресом; город процветал благодаря движению по маршруту. На севере провинции иезуитами были основаны миссии, где они посвятили себя распространению веры. В войнах за независимость от Испании Корриентес присоединилась к Лига-де-лос-Пуэблос-Либрес Артигаса (1814—1820). Нападение парагвайских войск на провинцию в 1865 году ознаменовало начало Парагвайской войны.
В 1819 году был основан Национальный Университет Побережья, который в 1956 году стал Национальным Университетом Северо-востока.
Корриентес знаменита в мире филателии своими почтовыми марками, которые она издавала с 1856 по 1880 год. Они являются одними из самых ранних или «классических» почтовых марок в мире (первые были выпущены в Великобритании в 1840 году, Соединёнными Штатами в 1847 году). Марки Корриентес были точными копиями первого выпуска почтовых марок Франции, на которых был изображён профиль головы Цереры, римской богини земледелия. Они были напечатаны на маленьких листах и поштучно грубо выгравированы вручную так, что между ними видны различия невооружённым взглядом. На первых выпусках с 1856 по 1860 год в нижней части марки указывалась стоимость. В 1860 году обозначение стоимости было удалёно, а сама стоимость марок стала определяться цветом бумаги. Как локально произведённый «примитив» ранние марки Корриентес уже давно ценятся среди коллекционеров. После 1880 года стали использоваться марки Аргентины.
В течение большой части XIX и XX веков в политической жизни Корриентес доминировало семейство Ромеро-Ферис — местных крупных землевладельцев, которые контролируют большу́ю часть производства табачной продукции. За время своего доминирование семейство Ромеро-Ферис создало один из самых раздутых чиновничьих аппаратов в Аргентине (свыше 10 % от общего числа занятого населения), подавляло инакомыслие и любые поползновения в сторону земельных реформ.
После спорных результатов выборов в 1991 году общественный протест вынудил президента Карлоса Менема сместить губернатора Рауля «Тато» Ромеро-Ферис с должности. Хотя в 1997 году Ромеро-Ферис был избран мэром города Корриентес, в конечном счёте ему было предъявлено обвинение в растрате государственных средств в 1999 году. Он в мае 2002 года был приговорен к 7 годам лишения свободы.

## Официальные языки
28 сентября 2004 года провинциальный закон № 5598 объявил гуарани официальным языком Корриентес наравне с испанским.

## Административно-территориальное деление
Провинция делится на 25 департаментов (департаментос):
| №  | Наименование          | Оригинальное наименование | Население, тыс. жит. (2001 г.) | Население, тыс. жит. (2010 г.) | Территория, км² | Плотность, чел./км² | Административный центр                   |
| 1  | Белья-Виста           | Bella Vista               | 35,4                           | 37,2                           | 1695            | 21,9                | Белья-Виста                              |
| 2  | Берон-де-Астрада      | Berón de Astrada          | 2,3                            | 2,5                            | 810             | 3,0                 | Берон-де-Астрада                         |
| 3  | Гойя                  | Goya                      | 87,3                           | 90,0                           | 4678            | 19,2                | Гойя                                     |
| 4  | Итати                 | Itati                     | 8,8                            | 9,2                            | 870             | 10,5                | Итати                                    |
| 5  | Итусайнго             | Ituzaingo                 | 30,6                           | 31,2                           | 8613            | 3,6                 | Итусайнго                                |
| 6  | Корриентес(Капиталь)  | Corrientes(Capital)       | 328,9                          | 358,2                          | 500             | 716,4               | Корриентес                               |
| 7  | Консепсьон            | Concepcion                | 18,4                           | 21,1                           | 5008            | 4,2                 | Консепсьон                               |
| 8  | Курусу-Куатия         | Curuzu Cuatia             | 42,1                           | 44,4                           | 8911            | 5,0                 | Курусу-Куатия                            |
| 9  | Лавалье               | Lavalle                   | 26,3                           | 28,8                           | 1480            | 19,4                | Санта-Люсия                              |
| 10 | Мбурукуя              | Mburucuya                 | 9                              | 9,3                            | 957             | 9,7                 | Мбурукуя                                 |
| 11 | Мерседес              | Mercedes                  | 39,2                           | 40,7                           | 9588            | 4,2                 | Мерседес                                 |
| 12 | Монте-Касерос         | Monte Caseros             | 33,7                           | 36,3                           | 2287            | 15,9                | Монте-Касерос                            |
| 13 | Пасо-де-лос-Либрес    | Paso de los Libres        | 46,3                           | 48,6                           | 4700            | 10,3                | Пасо-де-лос-Либрес                       |
| 14 | Саладас               | Saladas                   | 21,5                           | 22,2                           | 1907            | 11,7                | Саладас                                  |
| 15 | Сан-Косме             | San Cosme                 | 13,2                           | 14,4                           | 591             | 24,3                | Сан-Косме                                |
| 16 | Сан-Луис-дель-Пальмар | San Luis del Palmar       | 16,5                           | 17,6                           | 2385            | 7,4                 | Сан-Луис-дель-Пальмар                    |
| 17 | Сан-Мартин            | San Martin                | 12,2                           | 13,1                           | 6385            | 2,1                 | Ла-Крус                                  |
| 18 | Сан-Мигель            | San Miguel                | 10,3                           | 10,6                           | 2863            | 3,7                 | Сан-Мигель                               |
| 19 | Сан-Роке              | San Roque                 | 18                             | 18,4                           | 2243            | 8,2                 | Сан-Роке                                 |
| 20 | Санто-Томе            | Santo Tome                | 54,1                           | 61,3                           | 7359            | 8,3                 | Санто-Томе                               |
| 21 | Саусе                 | Sauce                     | 9,2                            | 9,0                            | 1760            | 5,1                 | Саусе                                    |
| 22 | Хенераль-Альвеар      | General Alvear            | 8,1                            | 7,9                            | 1954            | 4,1                 | Альвеар                                  |
| 23 | Хенераль-Пас          | General Paz               | 14,8                           | 14,8                           | 4995            | 3,0                 | Нуэстра-Сеньора-дель-Росарио-де-Каа-Кати |
| 24 | Эмпедрадо             | Empedrado                 | 14,7                           | 15,1                           | 1937            | 7,8                 | Эмпедрадо                                |
| 25 | Эскина                | Esquina                   | 30,4                           | 30,8                           | 3723            | 8,3                 | Эскина                                   |

## Экономика
У Корриентес, как и у большей части севера Аргентины, экономика была долгое время относительно слаборазвитой. Она оценивалась в 4,2 миллиарда долларов США в 2006 году, или 4,540 долларов США на душу населения (примерно половина от среднего показателя по стране).
Сельское хозяйство всё ещё является одним из основных направлений деятельности в провинции. Главным образом это выращивание цитрусовых, табака, риса, чая, хлопка и знаменитого по всему миру мате. Лесная промышленность использует 1 400 км² сосновых и эвкалиптовых лесов.
Ведению скотоводства сопутствуют постоянные проблемы в виде жары и низкого качества подножного корма, особенно на севере провинции. По этой причине порода Брангус наиболее распространённая в северной части. В южной же части можно повстречать представителей различных пород. 70 000 км² территории провинции отведено под пастбища более чем 4 миллионов голов крупного рогатого скота.
В производственной деятельности Корриентес (без услуг) табак и его обработка составляет 45 % регионального валового продукта, пищевые и сопутствующие им товары — 30 %, текстиль — 15 %.
На реке Парана около города Итусайнго дамба Ясирета обеспечивает энергией не только провинцию, но и Аргентину, и Парагвай.
Увеличению количества туристов способствовала привлекательность Эстуарии Ибера́ для экотуризма и орнитологии. Ловля золотого дорадо издавна привлекает как местных, так и иностранных туристов в Корриентес.

## Культура
В культуре Корриентес в основном прослеживается влияние её европейских корней, к примеру, в музыке и танце чамаме́.
Известными коррентино были герой войны за независимость генерал Хосе де Сан-Мартин (родился в 1778 году в Япею), и Хуан Баутиста-Кабраль (родился в Саладас), который (согласно популярной легенде) отдал свою жизнь за генерала в битве при Сан-Лоренсо.
Туристическими местами в провинции Корриентес являются водно-болотные угодья Ибера и Национальный парк Мбурукуя.
- Резиденция губернатора.
- Законодательное собрание провинции Корриентес.
- Вид аллювиальной равнины вдоль реки Парана.
- Вид на Итати, 1892.